# Урванський район
Урванський район (рос. Урванский район) — муніципальне утворення у Кабардино-Балкарії.

## Адміністративний устрій
Складається із 12 сільських і 1 міського поселень.